# Natação nos Jogos Olímpicos de Verão da Juventude de 2010 - 100 m peito masculino
As provas dos 100 metros bruços/peito masculino da natação nos Jogos Olímpicos de Verão da Juventude de 2010 foram realizadas nos dias 15 e 16 de agosto, na Escola dos Desportos, em Cingapura. 31 nadadores estavam inscritos neste evento.

## Medalhistas
| Ouro   | AUS Nicholas Schafer |
| Prata  | RUS Anton Lobanov    |
| Bronze | ITA Flavio Bizzarri  |

## Eliminatórias

### Eliminatória 1
| Pos. | Raia | Nome                            | País              | Tempo   | Notas |
| ---- | ---- | ------------------------------- | ----------------- | ------- | ----- |
| 1    | 5    | Wassim Elloumi                  | TUN Tunísia       | 1:05.49 |       |
| 2    | 7    | Emmanuel Antonio Ramirez Aponte | PUR Porto Rico    | 1:07.47 |       |
| 3    | 1    | Hrafn Traustason                | ISL Islândia      | 1:07.97 |       |
| 4    | 4    | Simon Beck                      | LIE Liechtenstein | 1:08.42 |       |
| 5    | 3    | Tarco Llobet                    | BOL Bolívia       | 1:13.55 |       |
| 6    | 2    | Tsilavina Ramanantsoa           | MAD Madagascar    | 1:14.27 |       |
| 7    | 6    | Joachim Ofosuhena-Wise          | GHA Gana          | 1:29.93 |       |

### Eliminatória 2
| Pos. | Raia | Nome                 | País            | Tempo   | Notas |
| ---- | ---- | -------------------- | --------------- | ------- | ----- |
| 1    | 4    | Ivan Capan           | CRO Croácia     | 1:03.21 | Q     |
| 2    | 3    | Kenneth To           | AUS Austrália   | 1:03.49 | Q     |
| 3    | 8    | Matti Mattsson       | FIN Finlândia   | 1:04.17 | Q     |
| 4    | 2    | Jakub Maly           | AUT Áustria     | 1:04.52 | Q     |
| 5    | 5    | Panagiotis Samilidis | GRE Grécia      | 1:04.57 | Q     |
| 6    | 6    | Razvan Tudosie       | ROM Romênia     | 1:04.82 | Q     |
| 7    | 7    | Imri Ganiel          | ISR Israel      | 1:04.89 | Q     |
| 8    | 1    | Dmitrii Aleksandrov  | KGZ Quirguistão | 1:05.81 |       |

### Eliminatória 3
| Pos. | Raia | Nome               | País         | Tempo   | Notas |
| ---- | ---- | ------------------ | ------------ | ------- | ----- |
| 1    | 4    | Ioannis Karpouzlis | GRE Grécia   | 1:04.71 | Q     |
| 2    | 7    | Lachezar Shumkov   | BUL Bulgária | 1:04.74 | Q     |
| 3    | 6    | Wang Ximing        | CHN China    | 1:05.07 | Q     |
| 4    | 2    | Yannick Kaeser     | SUI Suíça    | 1:05.19 | Q     |
| 5    | 5    | Christian vom Lehn | GER Alemanha | 1:05.41 | Q     |
| 6    | 3    | Vaidotas Blažys    | LTU Lituânia | 1:06.13 |       |
| 7    | 1    | Timo Vaimann       | EST Estônia  | 1:06.73 |       |
| 8    | 8    | Nts'Eke Setho      | LES Lesoto   | 1:24.66 |       |

### Eliminatória 4
| Pos. | Raia | Nome             | País                 | Tempo   | Notas      |
| ---- | ---- | ---------------- | -------------------- | ------- | ---------- |
| 1    | 5    | Nicholas Schafer | AUS Austrália        | 1:02.09 | Q          |
| 2    | 3    | Flavio Bizzarri  | ITA Itália           | 1:03.14 | Q          |
| 3    | 4    | Anton Lobanov    | RUS Rússia           | 1:03.29 | Q          |
| 4    | 6    | Thomas Rabeisen  | FRA França           | 1:03.29 | Q          |
| 5    | 2    | Nuttapong Ketin  | THA Tailândia        | 1:05.71 |            |
| 6    | 1    | Sheng Jun Pang   | SIN Singapura        | 1:06.46 |            |
| 7    | 7    | Vinicius Borges  | BRA Brasil           | 1:07.78 |            |
| -    | 8    | Ian Nakmai       | PNG Papua-Nova Guiné | -       | Não largou |

## Semifinais

### Semifinal 1
| Pos. | Raia | Nome                 | País          | Tempo   | Notas                                     |
| ---- | ---- | -------------------- | ------------- | ------- | ----------------------------------------- |
| 1    | 4    | Flavio Bizzarri      | ITA Itália    | 1:02.39 | Q                                         |
| 2    | 5    | Anton Lobanov        | RUS Rússia    | 1:02.60 | Q                                         |
| 3    | 6    | Panagiotis Samilidis | GRE Grécia    | 1:03.26 | Q                                         |
| 4    | 7    | Imri Ganiel          | ISR Israel    | 1:04.27 | Q                                         |
| 5    | 3    | Matti Mattsson       | FIN Finlândia | 1:04.39 |                                           |
| 6    | 1    | Yannick Kaeser       | SUI Suíça     | 1:04.64 |                                           |
| 7    | 2    | Lachezar Shumkov     | BUL Bulgária  | 1:04.97 |                                           |
| 8    | 8    | Wassim Elloumi       | TUN Tunísia   | 1:05.45 | Substituiu Kenneth To (AUS), que desistiu |

### Semifinal 2
| Pos. | Raia | Nome               | País          | Tempo   | Notas |
| ---- | ---- | ------------------ | ------------- | ------- | ----- |
| 1    | 4    | Nicholas Schafer   | AUS Austrália | 1:01.51 | Q     |
| 2    | 5    | Ivan Capan         | CRO Croácia   | 1:03.14 | Q     |
| 3    | 3    | Thomas Rabeisen    | FRA França    | 1:03.61 | Q     |
| 4    | 1    | Wang Ximing        | CHN China     | 1:04.30 | Q     |
| 5    | 7    | Razvan Tudosie     | ROM Romênia   | 1:04.84 |       |
| 6    | 6    | Jakub Maly         | AUT Áustria   | 1:04.85 |       |
| 7    | 2    | Ioannis Karpouzlis | GRE Grécia    | 1:04.90 |       |
| 8    | 8    | Christian vom Lehn | GER Alemanha  | 1:05.23 |       |

## Final
| Pos.              | Raia | Nome                 | País          | Tempo   | Notas |
| ----------------- | ---- | -------------------- | ------------- | ------- | ----- |
| Medalha de ouro   | 4    | Nicholas Schafer     | AUS Austrália | 1:01.38 |       |
| Medalha de prata  | 3    | Anton Lobanov        | RUS Rússia    | 1:01.44 |       |
| Medalha de bronze | 5    | Flavio Bizzarri      | ITA Itália    | 1:02.22 |       |
| 4                 | 2    | Panagiotis Samilidis | GRE Grécia    | 1:03.08 |       |
| 5                 | 6    | Ivan Capan           | CRO Croácia   | 1:03.24 |       |
| 6                 | 7    | Thomas Rabeisen      | FRA França    | 1:03.62 |       |
| 7                 | 1    | Imri Ganiel          | ISR Israel    | 1:04.28 |       |
| 8                 | 8    | Wang Ximing          | CHN China     | 1:04.55 |       |